# 科夫 (阿肯色州)
科夫（英語：Cove）是一個位於美國阿肯色州波爾克縣的城鎮。

## 地理
科夫的座標為34°26′11″N 94°24′43″W / 34.43639°N 94.41194°W，而該地的平均海拔高度為319米（即1047英尺）。

## 人口
根據2020年美國人口普查的數據，科夫的面積為4.20平方千米，當中陸地面積為4.14平方千米，而水域面積為0.06平方千米。當地共有人口319人，而人口密度為每平方千米75人。